# Navesti (rivière)
La Navesti (en estonien : Navesti jõgi) est une rivière des comtés de Järva Viljandi et Pärnu au sud-ouest de l'Estonie,.
Elle est un affluent du fleuve Pärnu.

## Présentation
Navesti est l'affluent le plus important du fleuve Pärnu, elle est presque égale en taille à la rivière Pärnu au confluent. Navesti est la cinquième rivière d'Estonie en termes de débit (27 m3/s). La rivière mesure 60 mètres de large à son embouchure. La longueur de la rivière est de 102 km, le bassin versant est de 3 004 km2, le dénivelé est de 55 mètres soit 0,55 m/km.
La rivière Navesti commence à la frontière des villages de Jalametsa et Käsukonna dans le comté de Järva à une altitude de 69,5 m et se jette dans le fleuve Pärnu sur le côté gauche à une hauteur de 14,5 m à la frontière des villages de Muraka et Jõesuu dans le comté de Pärnu, à 38 km. de l’embouchure du fleuve Pärnu,.
Le cours supérieur de la rivière se trouve dans la plaine centrale de l'Estonie et traverse trois comtés (comtés de Järva, Viljandi et Pärnu). Au milieu, la rivière traverse la réserve naturelle de Maalasti et la zone de conservation de Lepakos, et dans son cours inférieur, à travers le parc national de Soomaa et la zone de conservation de Navesti.

## Galerie

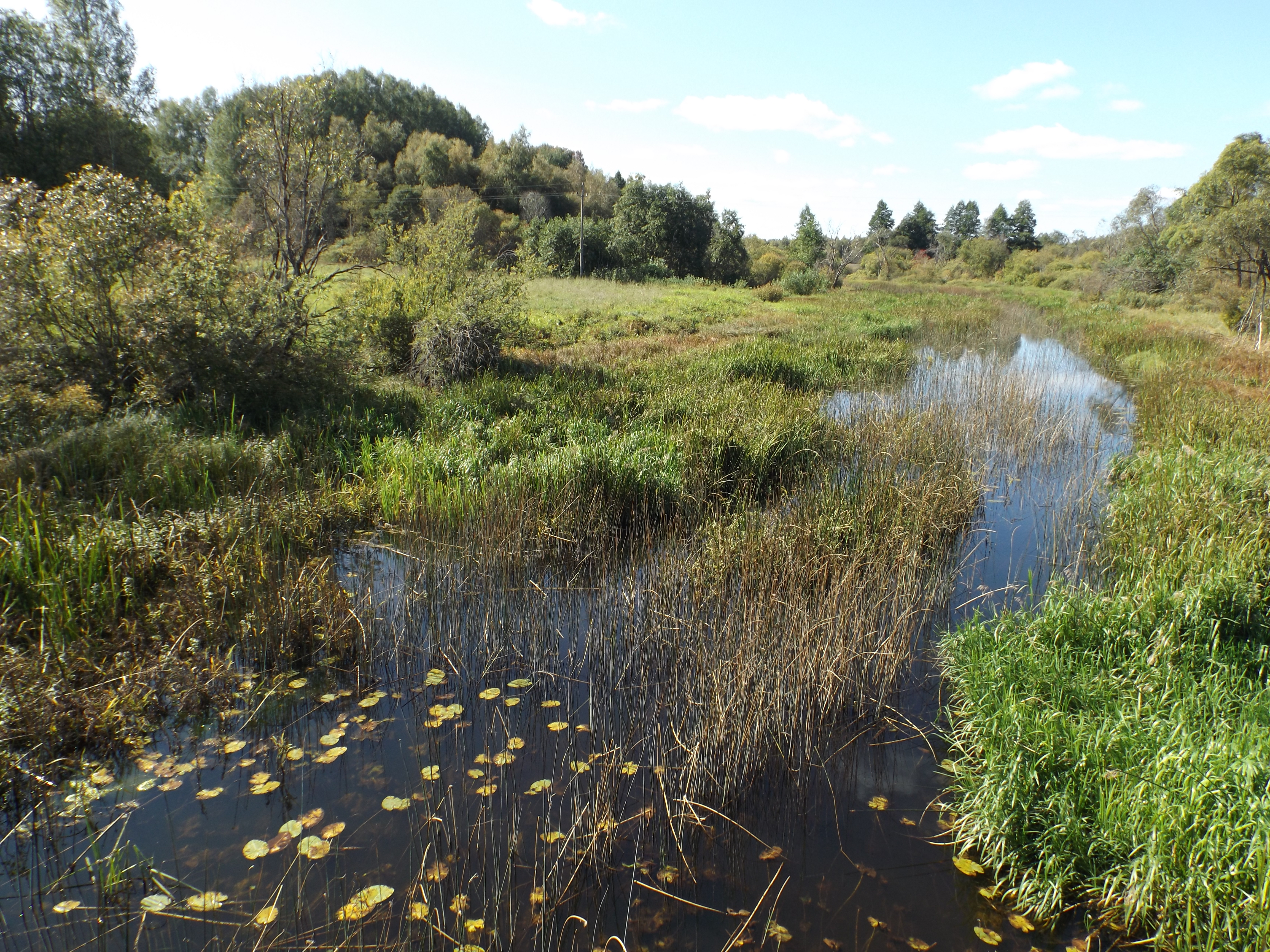
Vue de la route Kõo-Kolga-Jaani.
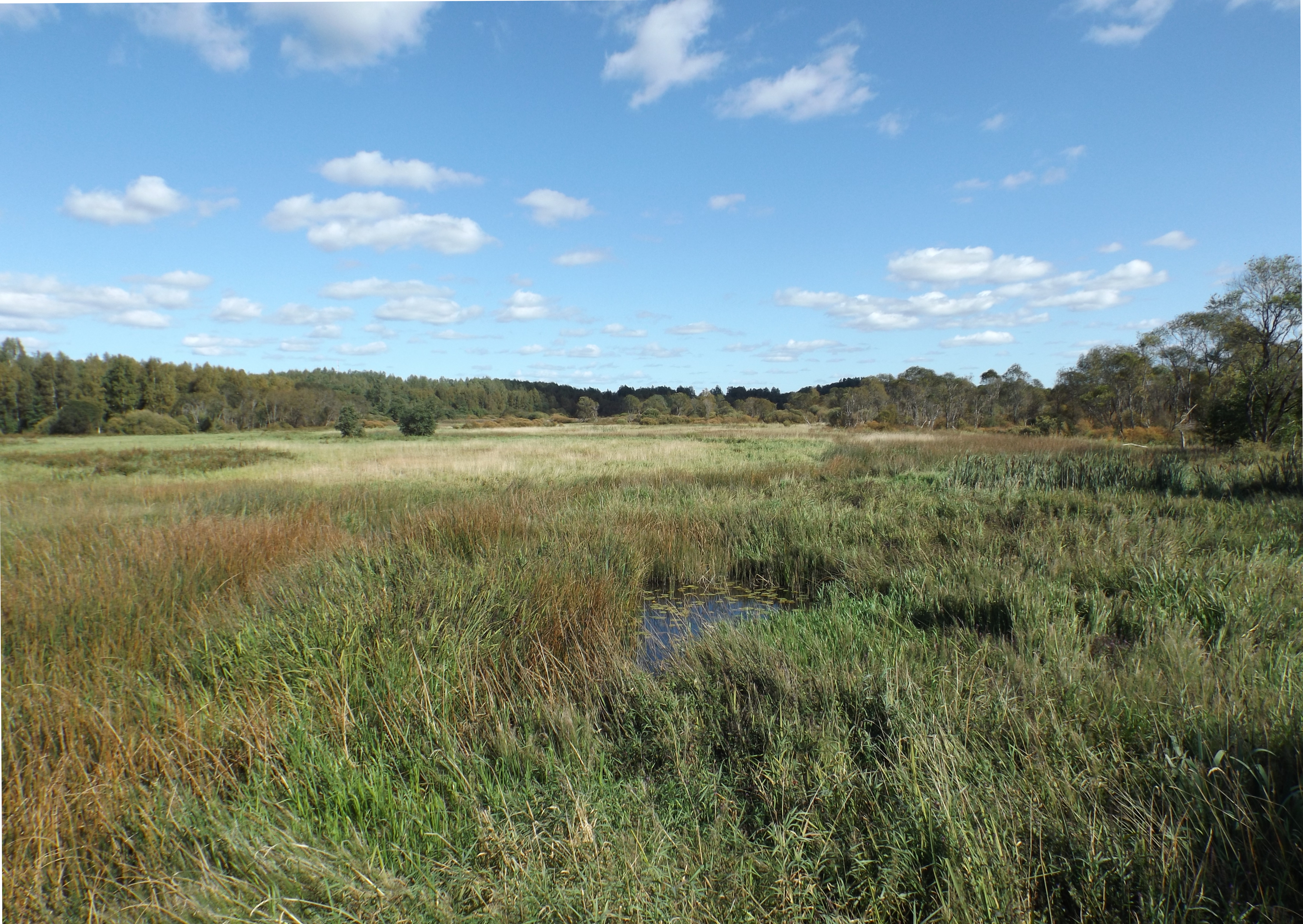
Vue de la route Kõo-Kolga-Jaani.
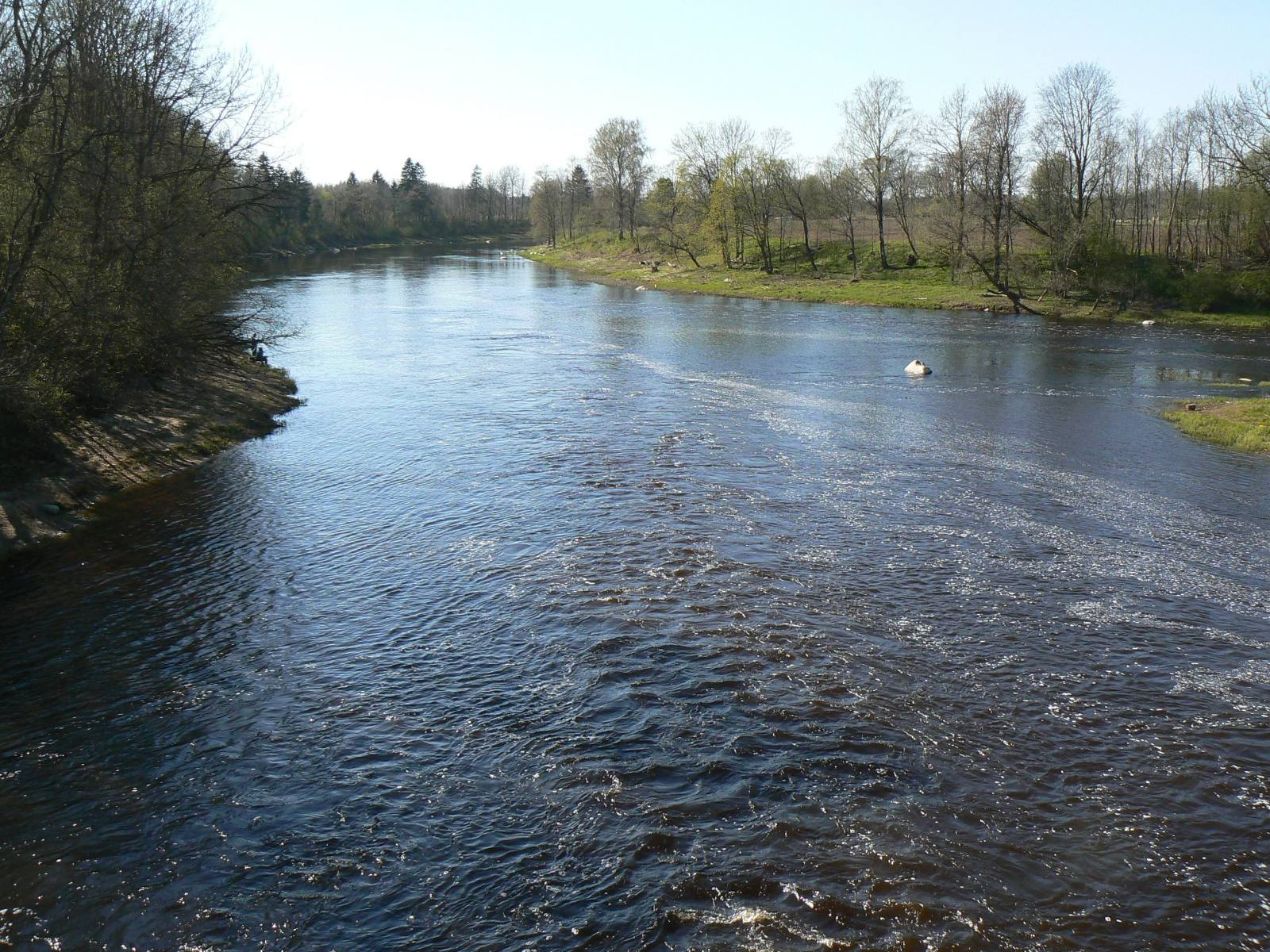
À la confluence de la rivière Pärnu

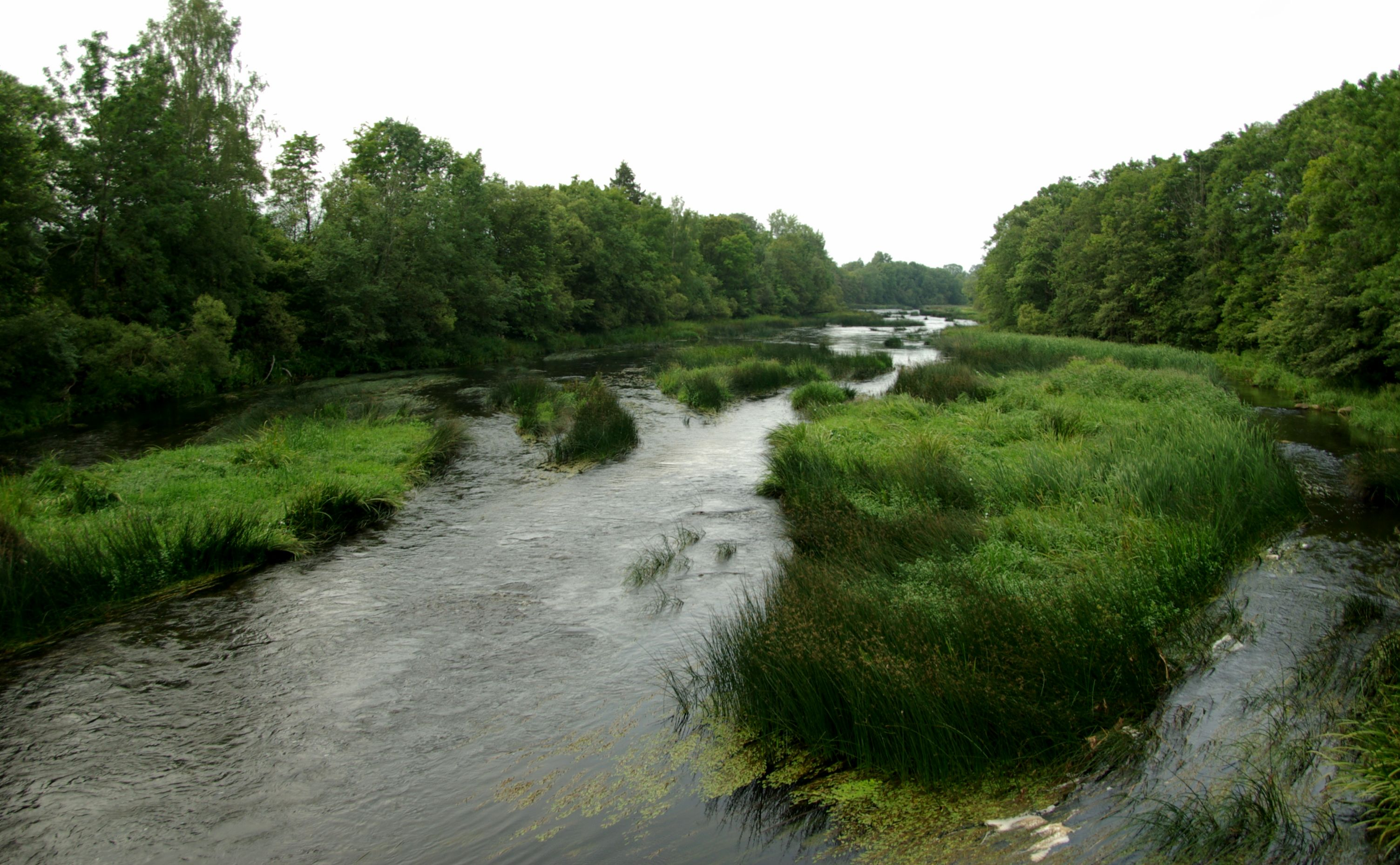
La Navesti à Jõesuu
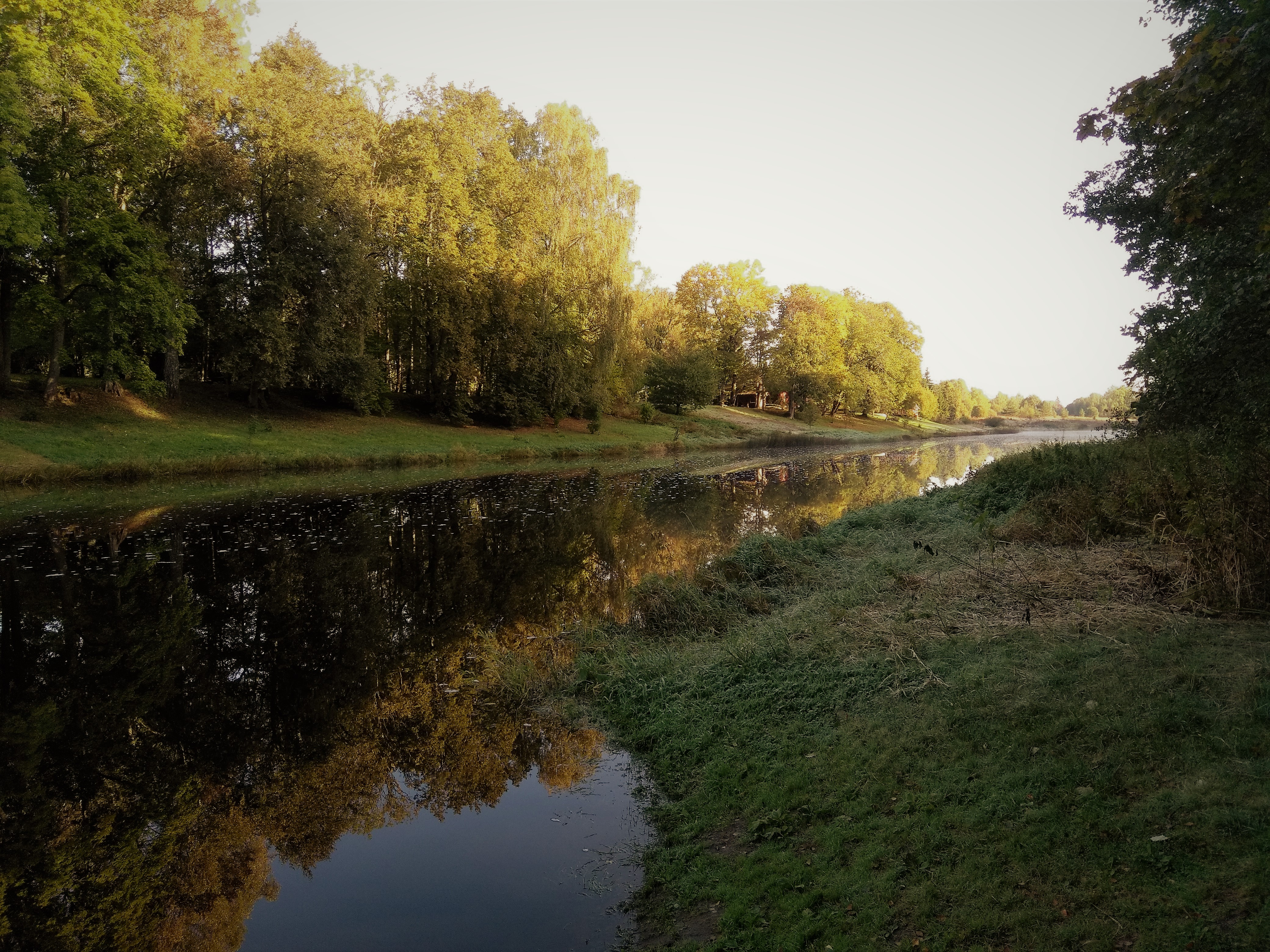
Près du village d'Aesoo.
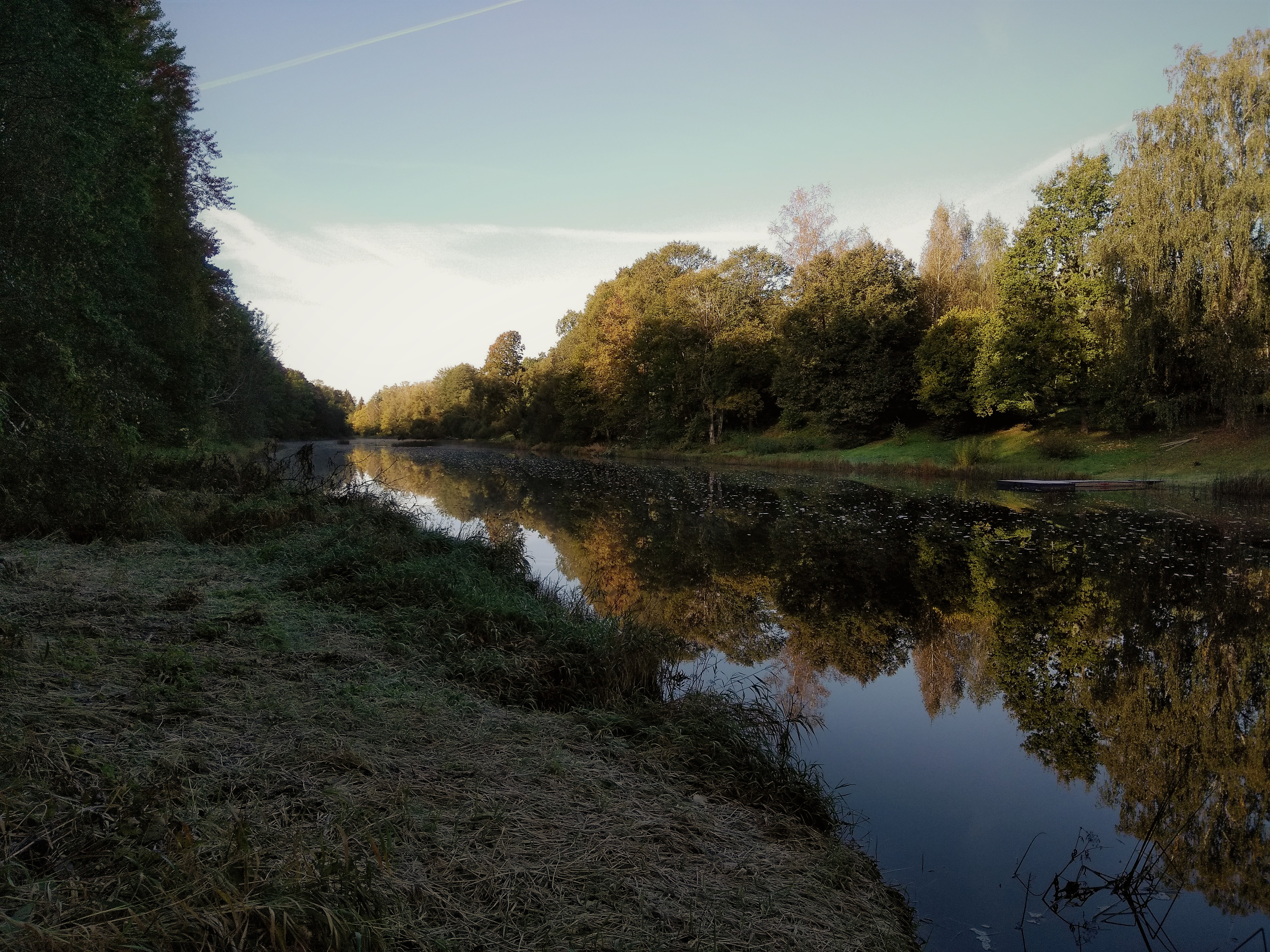
La Navesti dans le comté de Pärnu